# ريكي أوتو
ريكي أوتو (بالإنجليزية: Ricky Otto)‏ (9 نوفمبر 1967 في المملكة المتحدة - ) هو لاعب كرة قدم بريطاني في مركز الوسط. لعب مع برمنغهام سيتي وتشارلتون أثلتيك ونادي بيتربورو يونايتد ونادي ريل ونادي ساوثيند يونايتد ونادي ليتون أورينت ونوتس كاونتي وHalesowen Town F.C. ‏ وRomulus F.C. ‏ وBloxwich United F.C. ‏ وهارينجي بورو.

## وصلات خارجية
- ريكي أوتو على موقع قاعدة بيانات كرة القدم.إي يو (الإنجليزية)
- ريكي أوتو على موقع Soccerbase.com (لاعب) (الإنجليزية)